# Робекко-суль-Навильо
Робекко-суль-Навильо (итал. Robecco sul Naviglio) — коммуна в Италии, в провинции Милан области Ломбардия.
Население составляет 6174 человека, плотность населения составляет 309 чел./км². Занимает площадь 20 км². Почтовый индекс — 20087. Телефонный код — 02.
Покровителем коммуны почитается святой Иоанн Креститель, празднование в первое воскресение сентября.

## Города-побратимы
- Фос-ла-Виль, Бельгия